# Wildpark Weißewarte

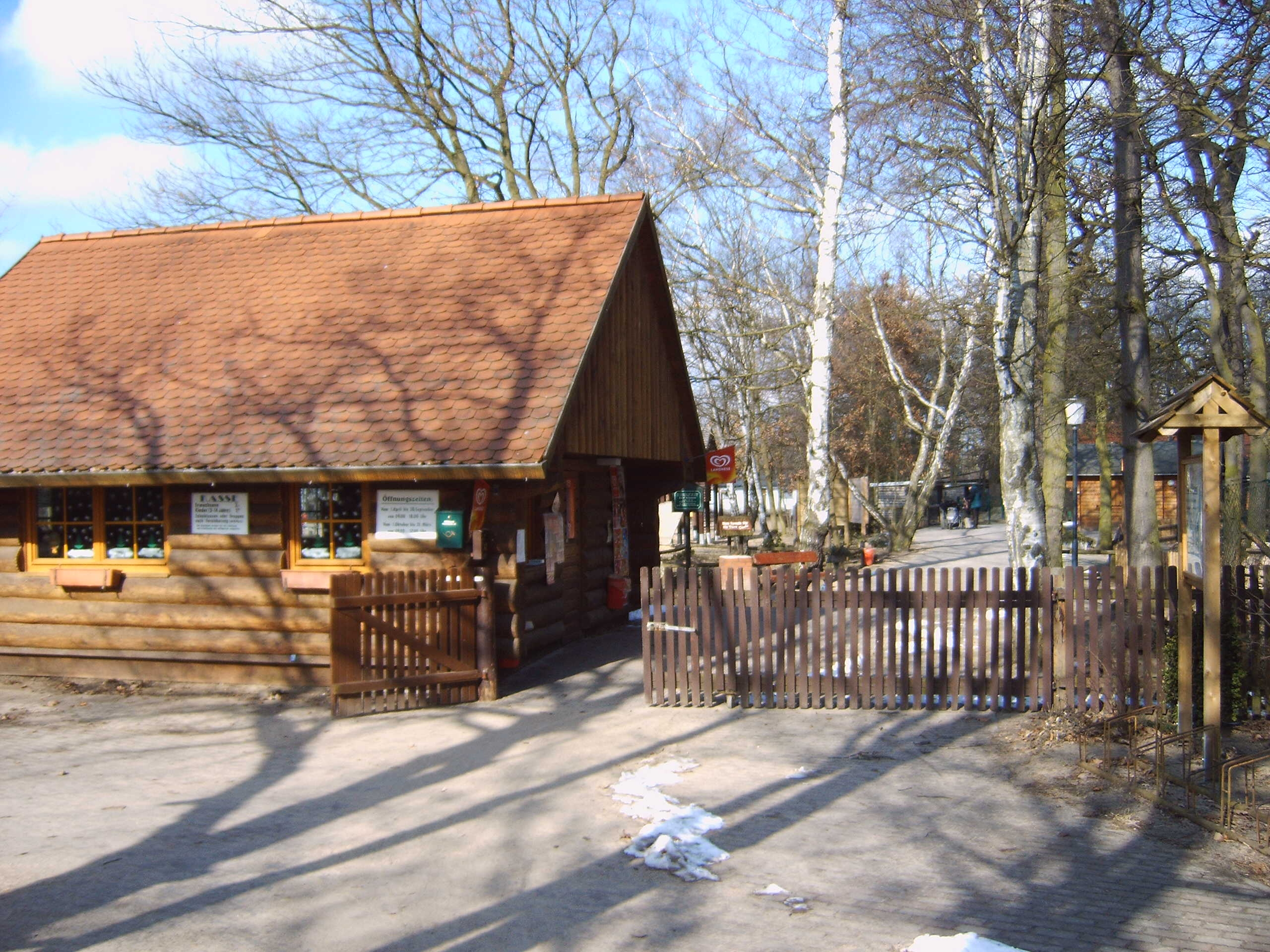
Eingang zum Wildpark, 2006

Der Wildpark Weißewarte war ein Wildpark nahe dem Dorf Weißewarte in der Altmark in Sachsen-Anhalt.
Eigentümerin des Parks ist die Einheitsgemeinde Stadt Tangerhütte. Unterstützt wurde der Betrieb durch den Förderverein Wildpark Weißewarte e.V.

## Anlage
Der Park ist derzeit geschlossen.

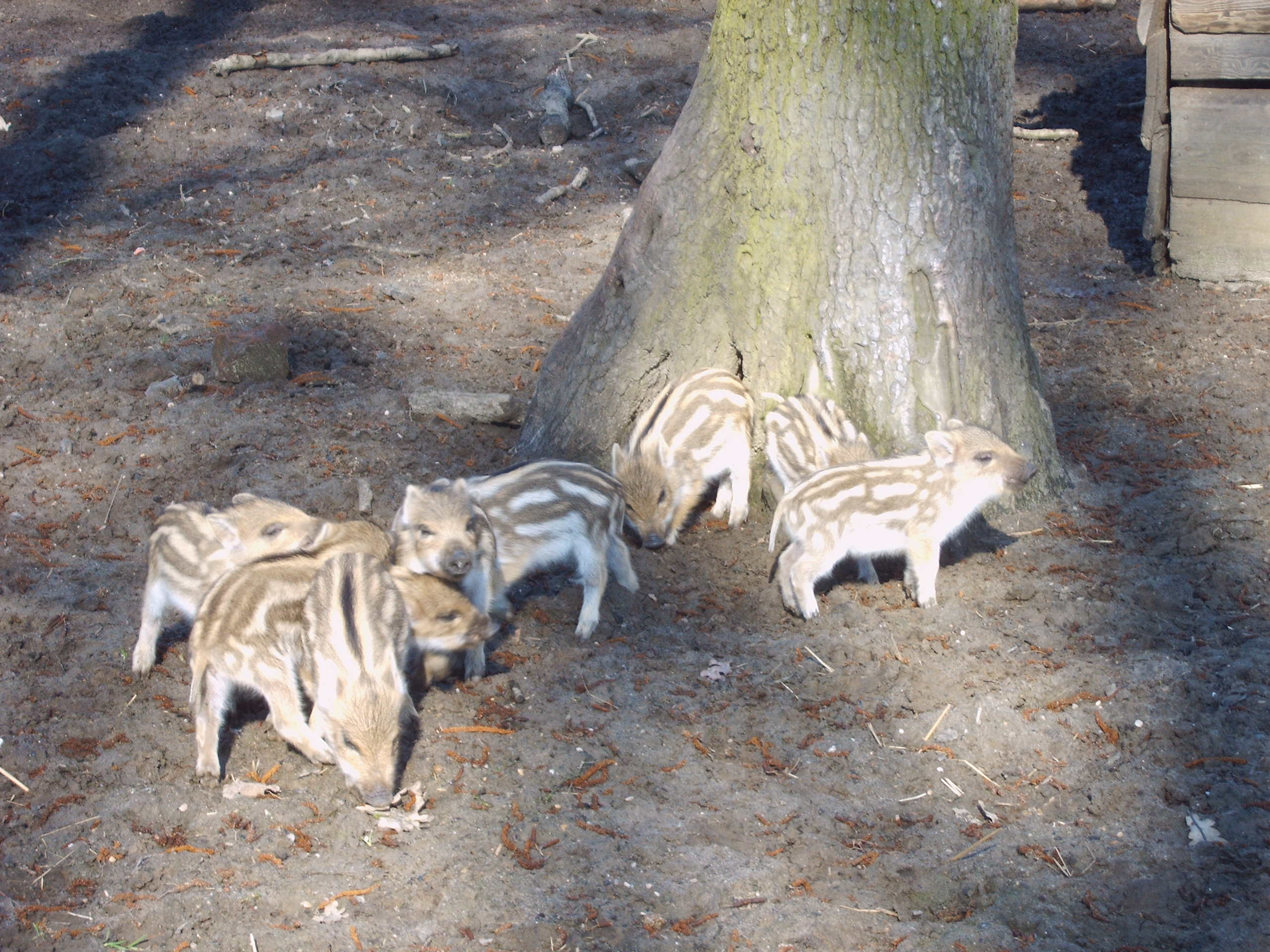
Frischlinge, 2006

Der Wildpark war ganzjährig für Besucher geöffnet. Er hat eine Fläche von 15 Hektar. Auf den weitläufigen Anlagen wurden circa 400 Tiere aus ungefähr 50 Arten gehalten. Dabei handelte es sich überwiegend um einheimische Wildarten wie Damhirsche, Wildschweine, Wapitihirsche sowie Balkanluchse und Kanadagänse.
Die Parkanlage befindet sich in einer waldreichen Gegend. Sie ist besonders durch ihren alten Baumbestand geprägt. Einige der im Wildpark befindlichen Eichen sind über 300 Jahre alt. Für Besucher des Parks waren gastronomische Einrichtungen sowie ein großer Kinderspielplatz vorhanden.

## Geschichte
Der Wildpark wurde 1973 gegründet. Der damalige Bürgermeister von Weißewarte, Franz Ammon, hatte zusammen mit Helfern des örtlichen Jagdkollektivs, der Forst und der Gemeinde ein Wildgehege am Ortsrand von Weißewarte errichten lassen, das vor allem Damwild, Wildschweine, Fasane und Greifvögel beherbergte. Es gab einen Abenteuerspielplatz für die Kinder sowie Fahrmöglichkeiten mit Elektroautos und eine Parkeisenbahn.
Im Jahr 2002 war die Parkanlage beim sogenannten Jahrhunderthochwasser entlang der Elbe bis zu 1,40 m überschwemmt.
Der Betrieb erfolgte ab dem 28. Februar 2020 durch den Betreiberverein Wildpark Weißewarte e. V. Am 25. November 2021 wurde dem Betreiberverein Wildpark Weißewarte e. V. vom Landkreis Stendal wegen Tierschutzverstößen die Zoogenehmigung versagt. Daraufhin gab der Betreiberverein Wildpark Weißewarte e. V. den Wildpark am 1. Dezember 2021 an die Einheitsgemeinde Stadt Tangerhütte zurück.
Im Mai 2022 ließ die Einheitsgemeinde Stadt Tangerhütte die Wildpark Weißewarte gGmbH als Betriebsgesellschaft ins Handelsregister eintragen. Diese erhielt im September 2022 eine unbefristete Zoogenehmigung. Bereits im folgenden Monat Oktober ließ sich die alleinige Geschäftsführerin der gGmbH aus dem Handelsregister austragen und kündigte ihr Arbeitsverhältnis. Sie begründete diesen Schritt mit der finanziellen Lage des Wildparks und mangelndem Rückhalt von Seiten der Gesellschafter. Auch die ausgebildeten Tierpfleger beendeten ihr Arbeitsverhältnis, was die Zoogenehmigung und damit die Existenz des Wildparks erneut infrage stellte.
Zu Beginn des Jahres 2023 wurde der Tierpark geräumt, nachdem im Jahr 2022 kein neuer Betreiber gefunden worden war. In einer Ausschreibung wird bis Mai 2023 nach einem neuen Betreiber gesucht. Angestrebt wird eine Wiederinbetriebnahme im Jahr 2024.